# Stadio Enzo Ricci
Lo stadio comunale Enzo Ricci di Sassuolo è lo stadio dove gioca le partite casalinghe il Sassuolo femminile.
Il Sassuolo maschile vi ha disputato le gare interne fino a prima della promozione in Serie B, avvenuta il 27 aprile 2008, quando si è spostato allo stadio Alberto Braglia di Modena, per poi spostarsi nuovamente al Mapei Stadium - Città del Tricolore di Reggio Emilia dalla stagione 2013-2014 dopo la promozione in Serie A del 18 maggio 2013. 
L'impianto, oggi, oltre che dalla squadra femminile, è utilizzato come campo di allenamento e come campo casalingo per le partite delle formazioni del settore giovanile.

## Storia
Il primo campo utilizzato fu il campo che sorgeva in pieno centro cittadino nell’area che oggi è coperta dalla via Roma.
A partire dal 1929, fu utilizzato il campo di Piazza Risorgimento, situato in pieno centro. Nel campionato di Serie D 1972-1973 il campo fu utilizzato anche da una seconda squadra cittadina, il San Giorgio Sassuolo, più conosciuto come Giofil.
La struttura del campo in origine era composta solamente dal terreno di gioco, dalla pista d’atletica e dalla palestra situata alla destra dell’attuale tribuna. La pista di atletica a quattro corsie rimase fino al 2005, poi venne eliminata e le panchine vennero spostate sul lato della tribuna.
L’impianto fu rinnovato nell’autunno 2006 in seguito alla promozione del Sassuolo in Serie C1. I principali cambiamenti furono la Tribuna rimodernata con nuovi seggiolini e la ricostruzione della Gradinata con la capacità raddoppiata da 800 a 1.600 posti a sedere. L’impianto fu inaugurato ufficialmente il 21 gennaio 2007 in occasione della gara con il Novara.
Dal novembre 1983 lo stadio di Sassuolo è intitolato al medico e schermidore reggiano Enzo Ricci.